# William Robert Grove
William Robert Grove (11 de julio de 1811 - 1 de agosto de 1896) fue un juez y científico galés. Anticipó la teoría general de la conservación de la energía, y fue un pionero de la tecnología de las células de combustible. Inventó la célula voltaica de Grove. 

## Primeros años
Nacido en Swansea, Gales, Grove era el único hijo de John Grove, magistrado y lugarteniente de Glamorgan, y de su mujer, Anne Bevan.
Fue educado por tutores privados antes de acudir al Brasenose College de la Universidad de Oxford para cursar estudios clásicos, aunque sus intereses científicos pudieron haber sido incentivados por el matemático Baden Powell. En cualquier caso, su interés por la ciencia no tiene un origen claro. Se graduó en 1832.
En 1835 ingresó en la asociación de abogados profesionales de Lincoln's Inn. Ese mismo año, Grove fue elegido miembro de la Royal Institution, siendo uno de los fundadores de la Sociedad Literaria y Filosófica de Swansea.

## Trabajo científico

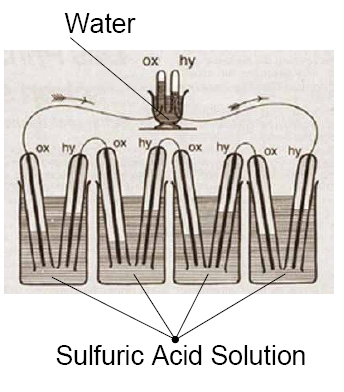
Esquema de la batería eléctrica de gas de Grove (1839)

En 1829 conoció a Emma Maria Powles en la Royal Institution, y se casaron en 1837. La pareja realizó una visita al continente en su luna de miel, y este periodo de ocio ofreció a Grove una oportunidad de volcarse en sus intereses científicos, plasmados en su primer artículo, en el que sugería algunas construcciones novedosas de células eléctricas.
En 1839, Grove desarrolló un nuevo tipo de célula eléctrica, la célula de Grove, utilizando zinc y electrodos de platino expuestos a dos ácidos y separados por un material cerámico poroso, comunicando su desarrollo a la Academia de Ciencias en París en 1839. En 1840 Grove inventó una de las primeras luces eléctricas incandescentes, posteriormente perfeccionada por Thomas Edison. También presentó su invento ante la Asociación Británica para el Avance de la Ciencia en Birmingham, donde despertó el interés de Michael Faraday. Gracias a la invitación de Faraday, Grove presentó sus descubrimientos en los prestigiosos Discursos de los Viernes de la Royal Society el 13 de marzo de 1840.
Esta presentación acrecentó su reputación, siendo propuesto para su elección como miembro de la Royal Society por William Thomas Brande, William Snow Harris y Charles Wheatstone. También suscitó la atención de John Peter Gassiot, una relación que se tradujo en que Grove se convirtió en el primer profesor de filosofía experimental en la London Institution en 1841. Su disertación inaugural en 1842 fue el primer anuncio de lo que Grove llamó la correlación de fuerzas físicas (en términos actuales, el principio de la conservación de la energía).
En 1842 desarrolló la primera célula de combustible (a la que llamó  batería voltaica de gas), capaz de producir energía eléctrica combinando hidrógeno y oxígeno, y describió su funcionamiento utilizando su teoría de la correlación. En el desarrollo de la célula demostró que el vapor podía ser disociado en oxígeno e hidrógeno, y a su vez el proceso podía ser invertido. Fue el primero en demostrar la disociación térmica de moléculas en sus átomos constituyentes. Realizó la primera demostración de este efecto ante Faraday, Gassiot y su editor científico Edward William Brayley en una sesión privada. Su trabajo también le llevó a formular ideas pioneras sobre la naturaleza de la ionización. Así mismo, es acreditado como el descubridor de la pulverización catódica.
En la década de 1840, Grove colaboró con Gassiot en la London Institution investigando sobre los procesos fotográficos del Daguerreotipo y el calotipo. Inspirado en su formación legal, afirmó de manera clarividente que:

Sería inútil tratar de predecir específicamente lo que puede ser el efecto de la fotografía en las generaciones futuras. Un proceso por el cual las acciones más fugaces se vuelven permanentes, mediante el cual los hechos escriben sus propios anales en un idioma que nunca puede quedar obsoleto, formando documentos que se prueban a sí mismos, -debe imbricarse, no solo con la ciencia, sino con la historia y con el ejercicio de la ley.
 London Institution, 19 de enero de 1842

En 1852 descubrió una serie de bandas oscuras que aparecen en los procesos de chisporroteo eléctrico, e investigó su carácter, presentando su trabajo en una Lectura Bakeriana de 1858.

## Sobre la Correlación de las Fuerzas Físicas

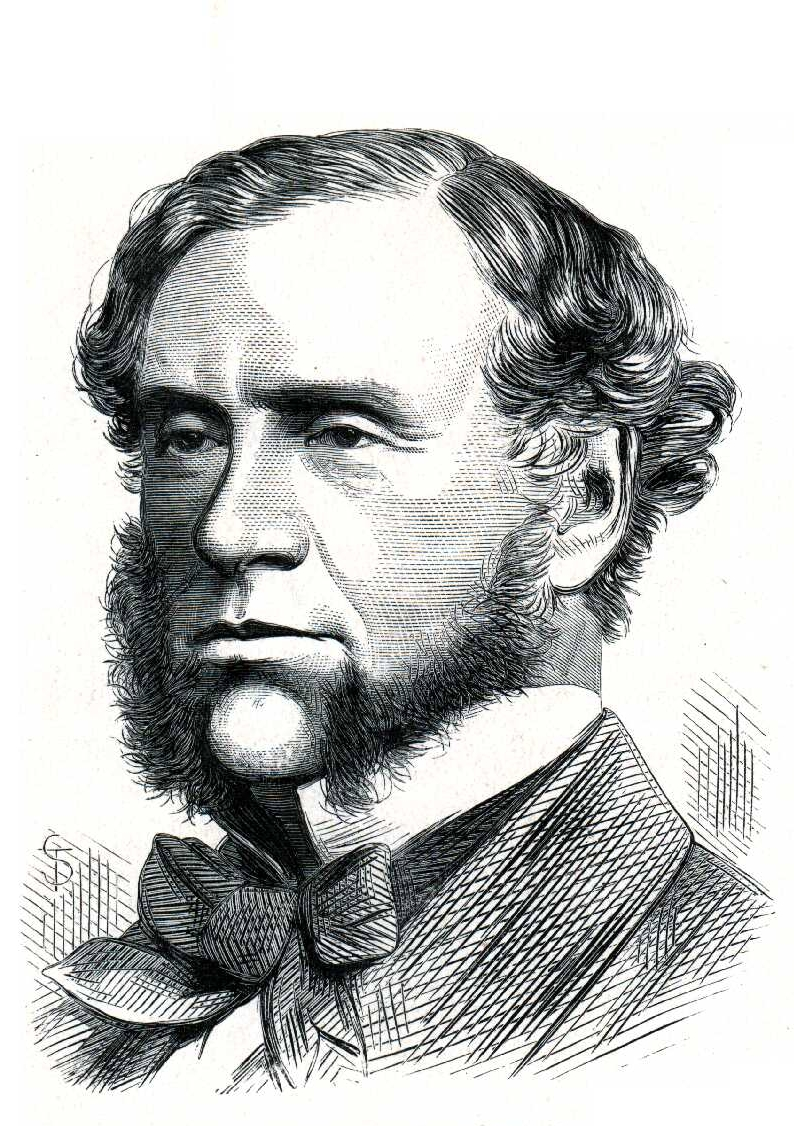
William Robert Grove

En 1846 Grove publicó su obra "On The Correlation of Physical Forces" (Sobre La Correlación de las Fuerzas Físicas), en la que anticipaba la teoría general de la conservación de la energía que poco después fue desarrollada por el físico alemán Hermann von Helmholtz en su famosa obra "Über die Erhaltung der Kraft" (Sobre la Conservación de la Fuerza), publicada al año siguiente. En su Lectura Bakeriana de 1846, Grove demostró una gran confianza en su teoría.
James Prescott Joule fue inspirado en sus investigaciones sobre el equivalente mecánico del calor comparando la masa del carbón consumida en un motor de vapor, con la masa de zinc consumida en una batería de Grove desarrollando una determinada cantidad de trabajo mecánico. Grove estaba familiarizado con el análisis teórico de William Thomson de los experimentos de Joule, y con las propias ideas iniciales de Thomson sobre la conservación de la energía. El principal defensor de Thomson, Peter Guthrie Tait, inicialmente fue un seguidor de las ideas de Grove, pero posteriormente les rechazó con cierta frialdad.
Aunque las ideas de Grove eran precursoras de la teoría de la conservación de energía, eran de carácter cualitativo, a diferencia de las investigaciones cuantitativas de Joule o de Julius Robert von Mayer. Sus ideas también abarcaron especulaciones más amplias, como la naturaleza de la paradoja de Olbers, que pudo haber descubierto por sí mismo más que a través de otros.

...es difícil entender por qué recibimos tan poca luz por la noche del universo estelar, sin suponer que algo de luz se pierde en su progreso a través del espacio -no se pierde totalmente, porque eso sería una aniquilación de la fuerza- pero convertida en algún otro modo de movimiento.
Sobre la correlación de fuerzas físicas (1874)

Grove también especuló que otras formas de energía estaban todavía por ser descubiertas "tan lejos de estar seguros como seguros se puede estar de cualquier acontecimiento futuro."

Lo más probable es que, si no todos, la mayor parte de los fenómenos físicos tiene un sentido correlativo, y que, sin una dualidad de su concepción, la mente no puede formarse una idea de ellos: por lo tanto, el movimiento no puede ser percibido o probablemente concebido sin paralaje o cambio relativo de posición... en todos los fenómenos físicos, los efectos producidos por el movimiento son proporcionales al movimiento relativo. ...La cuestión de si puede haber movimiento absoluto, o de hecho, cualquier fuerza aislada absoluta, es puramente una cuestión metafísica de idealismo o de realismo.
Sobre la correlación de las fuerzas físicas (1874)

## Actividad política en la Royal Society
Tan pronto como fue nombrado miembro de la Royal Society en 1840, Grove se mostró crítico con la institución, lamentando su amiguismo y las reglas de facto de unos pocos miembros influyentes del Consejo. En 1843, publicó en la "Revista de Blackwood" un ataque anónimo en contra de la sociedad científica, solicitando su reforma. En 1846 fue elegido para el Consejo de la Royal Society, implicándose intensamente en la campaña para modernizar sus estatutos, además de hacer campaña para la financiación pública de la ciencia.
Ya se había establecido un comité para los estatutos, y Grove se unió a él, figurando entre sus partidarios sus amigos Gassiot, Leonard Horner y Edward Sabine. Sus principales objetivos se centraban en el número de nuevos socios sujeto a un límite anual, y la limitación del poder de nombramiento al Consejo. Los reformistas lograron sus objetivos en 1847, forzando la dimisión de varios miembros conservadores clave del consejo, y el establecimiento de Grove y de sus partidarios controlándolo. Para celebrarlo, los reformistas fundaron el Club Filosófico.
Aunque el Club Filosófico tuvo éxito en asegurar que William Parsons, 3er Conde de Rosse fuese nombrado presidente de la Sociedad, no pudieron conseguir que Grove fuese nombrado secretario. Grove continuó haciendo campaña para que todas las instituciones científicas británicas compartieran una sede común en Burlington House.

## Carrera legal
Desde 1846 Grove comenzá a reducir su trabajo científico a favor de su práctica profesional en la abogacía, motivado por la necesidad de mantener a su familia; y en 1853 fue nombrado Consejero de la Reina. El ejercicio de la abogacía le proporcionó la oportunidad de combinar sus conocimientos legales y científicos, en particular respecto a las leyes de patentes y en la infructuosa defensa de William Palmer (el caso que se hizo muy popular de un envenenador) en 1856.
Se implicó especialmente en los casos de la patente de la fotografía de Beard contra Egerton (1845-1849), a favor de Egerton, y de Talbot contra Laroche (1854). En este último caso, Grove compareció sin éxito en la defensa de William Fox Talbot en su intento de reivindicar su patente del calotipo.
Grove fue miembro de una Comisión Real sobre la Ley de Patentes y de la Comisión Metropolitana de Saneamiento.
En 1871 fue nombrado juez del Tribunal de Recursos Comunes, y miembro del Tribunal de la Reina en 1880. Pudo haber presidido el tribunal de invierno en Cornwall y Devon de 1884, que juzgó el notorio caso de canibalismo de supervivencia de R v. Dudley y Stephens. Sin embargo, en el último minuto fue sustituido por el Barón Huddleston, posiblemente porque Huddleston pudo ser visto como más partidario del veredicto de culpabilidad que reclamaba la judicatura. Fue uno de los cinco jueces en la resolución final del caso en el Tribunal Divisorio del Banco de la Reina.
Grove fue un juez laborioso, prudente y cuidadoso; y brioso y valiente al afirmar una opinión judicial independiente. Aun así, no fue tan resolutivo en los casos de patentes, donde tendía a distraerse con cuestiones tecnológicas, llegando a sugerir mejoras potenciales en los dispositivos. Se retiró del ejercicio de las leyes en 1887. Su retrato fue pintado por Helen Donald-Smith en la década de 1890.

## Familia
La hija de Grove, Imogen Emily (fallecida en 1886), se casó con William Edward Hall en 1866. Su hija Anna se casó con Herbert Augustus Hills (1837-1907) y fue madre de Edmond Herbert Grove-Hills ("Colonel Rivers"), y de John Waller Hills.
Grove, con una salud habitualmente delicada, murió en su casa, en el n.º 115 de la calle Harley de Londres después de una larga enfermedad . Está enterrado en el Cementerio de Kensal Green, Londres.

## Reconocimientos
- Grove fue elegido miembro de la Royal Society en 1840, y recibió la Medalla Real de la institución en 1847.[2] Vicepresidente de la Sociedad en 1844[2] y nombrado caballero en 1872. Recibió una graduación honorífica por la Universidad de Cambridge en 1879 y el nombramiento de Consejero Privado del Reino en 1887.[2][27][2]
- El cráter lunar "Grove" lleva este nombre en su memoria.[28]
- El Simposio de la Célula Grove de Combustible y la exposición correspondiente, organizados por Elsevier.